# Richard L. Hoffman
Richard Lawrence Hoffman (25 septembre 1927 - 10 juin 2012) est un zoologiste américain connu comme un expert international sur les diplopodes, et une autorité de premier plan sur l'histoire naturelle de la Virginie et les Appalaches.

## Biographie
Il est professeur de biologie à Radford College de Virginie pendant près de trente ans, et le conservateur des invertébrés au Virginia Museum of Natural History pendant encore vingt ans. Il co-fonde la Virginie Natural History Society, décrit plus de 400 espèces de mille-pattes, et a produit plus de 480 publications scientifiques. Il est commémoré dans les noms scientifiques de plus de 30 espèces animales, y compris la salamandre Plethodon hoffmani et centipede Nannarrup hoffmani,.